# Rainbow Tour
The Rainbow Tour fue la cuarta gira musical gira musical de la cantante y compositora estadounidense Kesha con el fin de promocionar su tercer álbum de estudio Rainbow (2017). La gira contó con un total de 22 eventos realizados entre el 26 de septiembre de 2017 y el 14 de noviembre de ese mismo año en un recorrido por la América anglosajona y Europa, siendo la primera gira de la cantante como anfitriona desde su Warrior Tour de 2013.

## Antecedentes y anuncio
El 5 de julio de 2017 se anunció el regreso de la cantante Kesha al panorama musical con el primer sencillo de su tercer álbum de estudio Rainbow, de nombre "Praying". Un día después se anunció que Rainbow, la salida del cual se previene para el 11 de agosto, ya estaba disponible en modo de preventa en diversas plataformas musicales. Diferentes rumores surgieron acerca de una posible gira para finales de 2017 desde aquel momento debido a la gran expectación que generaba la artista con motivo de la publicación de un trabajo discográfico tras haber sufrido maltrato psicológico y abuso sexual por parte de su productor y anterior jefe de Kemosabe Records, Dr. Luke; juicio el cual se celebró en febrero de 2016 y que ganó Luke. Finalmente, el 1 de agosto de 2017 Kesha anunció vía sus diferentes redes sociales que saldría de gira por los Estados Unidos y Canadá. La preventa de los boletos para los conciertos de la gira salieron en la mañana del 3 de agosto mientras que las entradas disponibles para todo el público se pusieron a la venta el 5 de agosto. Con cada boleto comprado se incluía una copia de Rainbow que estaría en sus manos el día del lanzamiento. El eslogan de la gira es simplemente "Let's Boogie"

## Fechas de la gira
| Date                     | City          | Country              | Venue                                    | Attendance           | Revenue       |
| North America            | North America | North America        | North America                            | North America        | North America |
| ------------------------ | ------------- | -------------------- | ---------------------------------------- | -------------------- | ------------- |
| 26 de septiembre de 2017 | Birmingham    | United States        | Iron City                                | 1,300 / 1,300 (100%) | $50,050       |
| 27 de septiembre de 2017 | Nashville     | United States        | Ryman Auditorium                         | 2,168 / 2,362 (92%)  | $93,845       |
| 29 de septiembre de 2017 | Atlanta       | United States        | Coca-Cola Roxy                           | 3,039 / 3,039 (100%) | $84,030       |
| 30 de septiembre de 2017 | Charlotte     | United States        | The Fillmore Charlotte                   | 2,001 / 2,001 (100%) | $63,833       |
| 2 de octubre de 2017     | Raleigh       | United States        | The Ritz                                 | —                    | —             |
| 4 de octubre de 2017     | Boston        | United States        | House of Blues                           | —                    | —             |
| 6 de octubre de 2017     | Silver Spring | United States        | The Fillmore Silver Spring               | —                    | —             |
| 7 de octubre de 2017     | Philadelphia  | United States        | The Fillmore                             | —                    | —             |
| 9 de octubre de 2017     | New York City | United States        | Hammerstein Ballroom                     | 2,200 / 2,200 (100%) | $99,937       |
| 10 de octubre de 2017    | New York City | United States        | Irving Plaza                             | 1,029 / 1,029 (100%) | $93,272       |
| 13 de octubre de 2017    | Lakewood      | United States        | Lakewood Civic Auditorium                | —                    | —             |
| 15 de octubre de 2017    | Detroit       | United States        | The Fillmore Detroit                     | —                    | —             |
| 16 de octubre de 2017    | Toronto       | Canadá               | Rebel                                    | —                    | —             |
| 18 de octubre de 2017    | Chicago       | United States        | Aragon Ballroom                          | —                    | —             |
| 19 de octubre de 2017    | Milwaukee     | United States        | The Rave/Eagles Club                     | —                    | —             |
| 23 de octubre de 2017    | Kansas City   | United States        | Uptown Theater                           | —                    | —             |
| 24 de octubre de 2017    | Denver        | United States        | Fillmore Auditorium                      | —                    | —             |
| 27 de octubre de 2017    | Seattle       | United States        | Showbox SoDo                             | —                    | —             |
| 28 de octubre de 2017    | Portland      | United States        | Roseland Theater                         | —                    | —             |
| 31 de octubre de 2017    | San Francisco | United States        | SF Masonic Auditorium                    | —                    | —             |
| 1 de noviembre de 2017   | Los Ángeles   | United States        | Hollywood Palladium                      | —                    | —             |
| Europe                   |               |                      |                                          |                      |               |
| 14 de noviembre de 2017  | Londres       | Reino Unido          | Electric Brixton                         | —                    | —             |
| Asia                     |               |                      |                                          |                      |               |
| 9 de febrero de 2018     | Dubái         | United Arab Emirates | Dubai Media Amphitheatre                 | —                    | —             |
| North America            |               |                      |                                          |                      |               |
| 29 de junio de 2018      | Sioux City    | United States        | Hard Rock Hotel & Casino Sioux City      | —                    | —             |
| 30 de junio de 2018      | Prior Lake    | United States        | Mystic Lake Casino Hotel                 | —                    | —             |
| 2 de julio de 2018       | Oklahoma City | United States        | OKC Zoo Amphitheatre                     | —                    | —             |
| 4 de julio de 2018       | Milwaukee     | United States        | Henry Maier Festival Park                | —                    | —             |
| 6 de julio de 2018       | Grand Rapids  | United States        | Van Andel Arena                          | —                    | —             |
| 7 de julio de 2018       | Des Moines    | United States        | Western Gateway Park                     | —                    |               |
| 7 de agosto de 2018      | Bethlehem     | United States        | Musikfest                                | —                    | —             |
| Asia                     |               |                      |                                          |                      |               |
| 14 de septiembre de 2018 | Seoul         | South Korea          | Yonsei University Amphitheatre           | 4,038 / 5,000 (81%)  | —             |
| 29 de septiembre de 2018 | Okinawa       | Japón                | Camp Hansen Parade Deck                  | -                    | -             |
| 1 de octubre de 2018     | Tokio         | Japón                | Zepp Tokyo                               | —                    | —             |
| 2 de octubre de 2018     | Tokio         | Japón                | Zepp Diver City                          | —                    | —             |
| 4 de octubre de 2018     | Osaka         | Japón                | Zepp Namba                               | —                    | —             |
| Oceania                  |               |                      |                                          |                      |               |
| 7 de octubre de 2018     | Melbourne     | Australia            | Margaret Court Arena                     | —                    | —             |
| 8 de octubre de 2018     | Adelaide      | Australia            | Thebarton Theatre                        | —                    | —             |
| 10 de octubre de 2018    | Brisbane      | Australia            | Eatons Hill Hotel                        | —                    | —             |
| 11 de octubre de 2018    | Sídney        | Australia            | ICC Sydney Theatre                       | —                    | —             |
| North America            |               |                      |                                          |                      |               |
| 2 de noviembre de 2018   | Cedar Rapids  | United States        | U.S. Cellular Center                     | —                    | —             |
| 3 de noviembre de 2018   | Pittsburgh    | United States        | Countdown to Vote - A Concert with Kesha | —                    | —             |
| 16 de noviembre de 2018  | Atlantic City | United States        | Ocean Resort Casino                      | —                    | —             |
| 31 de diciembre de 2018  | Uncasville    | United States        | Mohegan Sun Arena                        | —                    | —             |
| 29 de marzo de 2019      | Boone         | United States        | Appalachian State University             | —                    | —             |
| 26 de abril de 2019      | Tulsa         | United States        | River Spirit Casino Resort               | —                    | —             |
| 27 de abril de 2019      | Fayetteville  | United States        | Washington County Fairgrounds            | —                    | —             |
| 16 de mayo de 2019       | Los Ángeles   | United States        | The Novo DTLA                            | —                    | —             |
| 1 de junio de 2019       | Port Chester  | United States        | Capitol Theatre                          | —                    | —             |
| 27 de junio de 2019      | Funner        | United States        | Harrah's Resort SoCal                    | —                    | —             |
| 5 de septiembre de 2019  | Prior Lake    | United States        | Mystic Lake Casino                       | —                    | —             |
| 6 de septiembre de 2019  | Milwaukee     | United States        | BMO Harris Pavilion                      | — —                  |               |
| 8 de septiembre de 2019  | Highland Park | United States        | Ravinia                                  | —                    | —             |
| 16 de noviembre de 2019  | Las Vegas     | United States        | Las Vegas Convention Center              | —                    | —             |
| Total                    | Total         | Total                | Total                                    | —                    | —             |